# Ешвил (Алабама)
Ешвил (енгл. Ashville) град је у америчкој савезној држави Алабама. По попису становништва из 2010. у њему је живело 2.212 становника.

## Демографија
Према попису становништва из 2010. у граду је живело 2.212 становника, што је 48 (2,1%) становника мање него 2000. године.
| Група             | 2000.         | 2010.         |
| Белци             | 1.550 (68,6%) | 1.632 (73,8%) |
| Афроамериканци    | 600 (26,5%)   | 450 (20,3%)   |
| Азијати           | 4 (0,2%)      | 6 (0,3%)      |
| Хиспаноамериканци | 65 (2,9%)     | 85 (3,8%)     |
| Укупно            | 2.260         | 2.212         |